# Willen Dick
Wilhelm "Willen" Dick, född 10 september 1897 i Weipert i dåvarande Österrike-Ungern, var en sudettysk tjeckoslovakisk backhoppare och utövare av nordisk kombination som tävlade under 1920-talet för Tjeckoslovakien och senare Tyskland.

## Meriter
Dick blev den första världsmästaren i backhoppning när han vann guld vid VM 1925 som ägde rum i Johannisbad (Janské Lázně) i dåvarande Tjeckoslovakien. Han vann före norrmannen Henry Ljungmann och landsmannen František Wende. Under VM 1926 i Lahtis i Finland tävlade han för Tyskland under sitt tyska namn Wilhelm Dick. Han kvalificerade sig inte för finalomgången under backhoppningstävlingen. Dick tävlade även i nordisk kombination under VM-1926. Han slutade som nummer 23 i kombinationstävlingen.
Vid VM 1927 i Cortina d'Ampezzo i Italien slutade han tvåa mellan svenska backhopparna Tore Edman som blev världsmästare (Sveriges första och hittills enda världsmästare i backhoppning) och bronsmedaljören Bertil Carlsson.